# Вулиця Деґре
Вулиця Деґре (фр. Rue des Degrés — досл. «Вулиця сходинок») — найкоротша вулиця Парижа і одна з найкоротших вулиць у світі. Розташована у кварталі Бон-Нувель II округу Парижа неподалік від Брами Сен-Дені. Фактично вулицею Деґре є сходи, які з'єднують дві паралельні вулиці: вулицю Клері та вулицю Борегард. Загалом вулиця Деґре складається з 14 сходинок.

## Історія
Вулиця Деґре — одна з багатьох паралельних вулиць, які проходять від до кільцевої дороги перед ровом міського муру Карла V (сьогоднішньої вулиці Клері) до шостого бастіону міського муру Людовіка XIII. На місці бастіону зараз є невеликий пагорб, la butte Bonne-Nouvelle, який був утворений внаслідок скупчення сміття за міським муром. На вулицю не виходять ні двері, ні вікна обох будинків, розташованих на ній; хоча раніше вікна тут існували, але з часом були замуровані. Вулиця Деґре отримала свою назву в середині XVII століття.

## Транспорт
Найближчі станції метро:
- Bonne Nouvelle
- Strasbourg — Saint-Denis

## В кіно
У фільмі «Месьє Ібрагім і квіти Корану» 2003 року (режисер: Франсуа Дюпейрон) повії зустрічаються на вулиці Деґре.